# Utica (Mississippi)
Utica è un comune (town) degli Stati Uniti d'America della contea di Hinds nello Stato del Mississippi. La popolazione era di 820 persone al censimento del 2010. Utica è parte dell'area statistica metropolitana di Jackson.

## Geografia fisica
Secondo lo United States Census Bureau, ha un'area totale di 3,0 miglia quadrate (7,8 km²).

## Società

### Evoluzione demografica
Secondo il censimento del 2000, c'erano 966 persone.

### Etnie e minoranze straniere
Secondo il censimento del 2000, la composizione etnica della città era formata dal 30,54% di bianchi, il 66,36% di afroamericani, lo 0,10% di nativi americani, lo 0,31% di asiatici, il 2,07% di altre razze, e lo 0,62% di due o più etnie. Ispanici o latinos di qualunque razza erano il 3,83% della popolazione.